# Dwór w Zagrodnie z XVIII w.
Dwór w Zagrodnie – zabytkowy dwór wybudowany w Zagrodnie w 1750 r. Obiekt jest częścią zespołu dworskiego, w skład którego wchodzi jeszcze park.